# Openwave

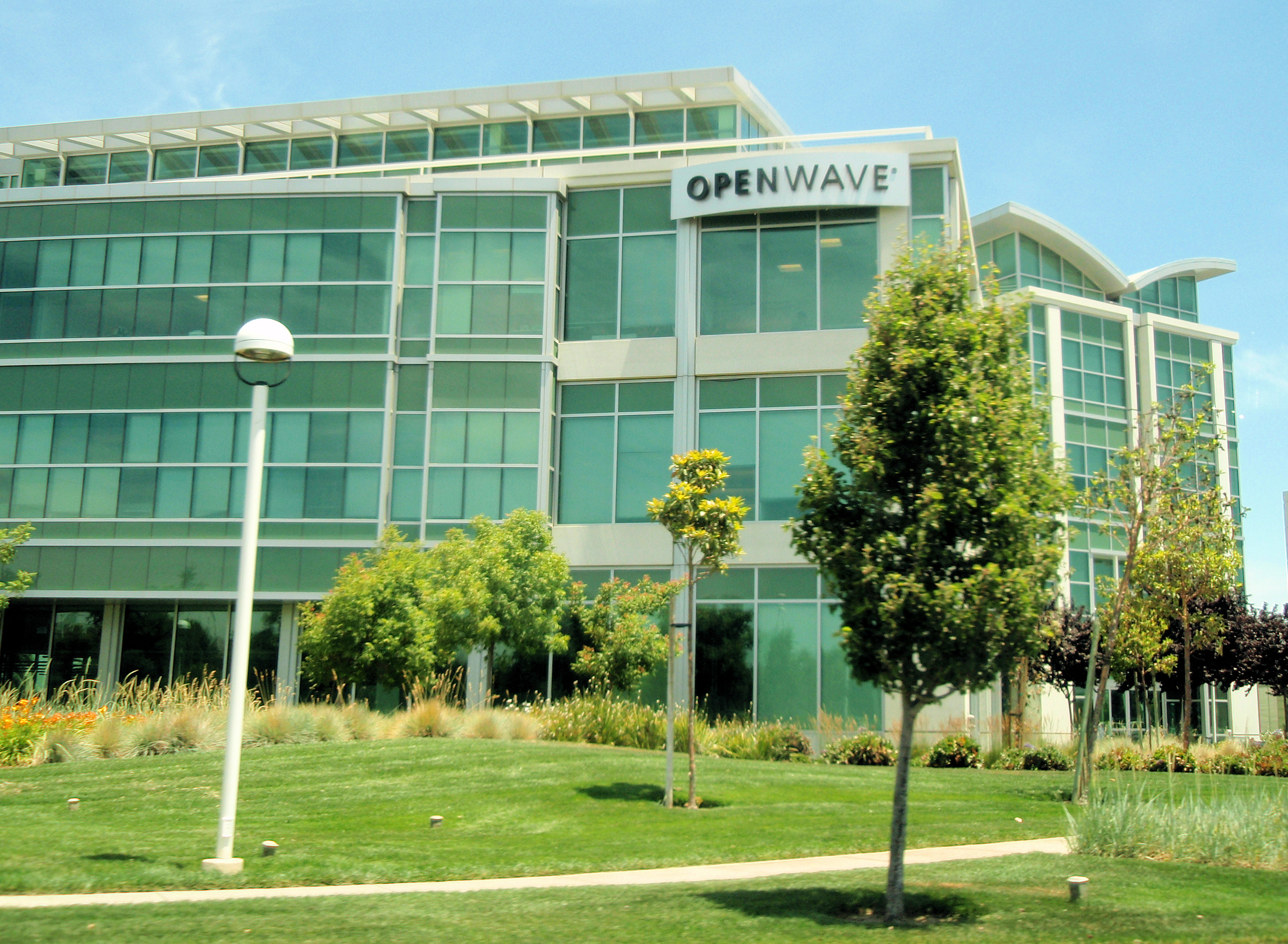
Antiga sede da Openwave em Redwood City.

A Openwave é uma empresa norte-americana, mais conhecida pelo seu antigo navegador de internet, Openwave Phone Suite, que era oferecido para vários celulares, principalmente aqueles com suporte Java© nativo.
O navegador atualmente é pouco encontrado no mercado devido a concorrência com outros navegadores, como o Opera. Pode ser considerado o melhor navegador para Java©. Tem funções como salvar páginas que você visita e cachê. A Openwave também desenvolve Soluções para grandes Empresas e Plataformas Móveis (iOS, Android, Symbian, Blackberry, Palm e Windows Mobile).
Dentre outro principais softwares, estão o Messaging, Ecosystem Monetization, o IntegraPlatform, Media Optimizer, Web Optimizer, Web Adapter, Media Adapter, Web Security, Smart Policy, Rich Mail e Email Mx (incluídos no Messaging).